# Scooby Apocalypse
Scooby Apocalypse — серия комиксов, которую в 2016—2019 годах издавала компания DC Comics.

## Синопсис
В серии представлены персонажи франшизы «Скуби-Ду», в частности из мультсериала 1969 года, которые оказываются в постапокалиптическом мире.

## Коллекционные издания
| Название                 | Дата выхода      | Собранный материал       | ISBN                       |
| ------------------------ | ---------------- | ------------------------ | -------------------------- |
| Scooby Apocalypse Vol. 1 | 1 февраля 2017   | Scooby Apocalypse #1-6   | 978-1401267902, 1401267904 |
| Scooby Apocalypse Vol. 2 | 20 сентября 2017 | Scooby Apocalypse #7-12  | 978-1401273736, 1401273734 |
| Scooby Apocalypse Vol. 3 | 7 февраля 2018   | Scooby Apocalypse #13-18 | 978-1401277482, 1401277489 |
| Scooby Apocalypse Vol. 4 | 19 сентября 2018 | Scooby Apocalypse #19-24 | 978-1401284459, 1401284450 |
| Scooby Apocalypse Vol. 5 | 22 мая 2019      | Scooby Apocalypse #25-30 | 978-1401289577, 1401289576 |
| Scooby Apocalypse Vol. 6 | 15 января 2020   | Scooby Apocalypse #31-36 | 978-1401295462, 1401295460 |

## Реакция

### Отзывы критиков
На сайте Comic Book Roundup серия имеет оценку 7,4 из 10 на основе 210 рецензий. Джесс Шедин из IGN дал первому выпуску 4,6 балла из 10 и посчитал, что он «не является хорошей адаптацией» франшизы, поскольку «слишком серьёзно относится к исходному материалу и строит на его основе излишне сложный постапокалиптический научно-фантастический рассказ». Мэрикейт Джаспер из Comic Book Resources назвала дебютный выпуск «интересной, безобидной перезагрузкой», но хотела бы, чтобы он был лучше. Мэтью Агилар из ComicBook.com поставил первому выпуску оценку 4 из 5 и написал, что «[творческая] команда проделала замечательную работу». Лэн Питтс из Newsarama дал дебютному выпуску 5 баллов из 10 и, подытоживая, ожидал большего.

### Продажи
Ниже представлен график продаж сборников комикса за их первый месяц выпуска на территории Северной Америки.